# Горностайпіль
Горноста́йпіль — село в Україні, у Іванківській селищній громаді Вишгородського району Київської області. Населення становить 1033 осіб. Колись мало велику єврейську громаду.

## Історія
Поблизу села виявлено залишки кількох поселень доби неоліту та бронзи .
З історичних документів відомо, що в 1503 р. на території села Горностайпіль відбулася битва між литовцями і перекопськими татарами. У цій битві загинув один з литовських воєначальників Горностай, від чого і пішла назва села.
У  Переліку фондів родових архівів магнатів і шляхти Правобережної України КЦАДА зазначено, що магнати Ганські володіли землями Горностайпільського ключа з 1561р.до 1861 р.

### ХІХ століття
У ХІХ столітті — центр Горностайпільської волості. Мало статус власницького містечка, проживало 2894 особи[коли?], було 137 дворів[коли?] (нереальне співвідношення дворів і населення), православна церква, 3 єврейські школи, церковно-парафіяльна школа, поштово-телеграфна та поштова земська станції, винокурний завод, 4 вітряки, 5 кузень, приймальний покій, фельдшер, аптека, 3 постоялих двори, казенна винна лавка, чайна товариства тверезості, сільський банк.
З 21 жовтня 2014 року головою сільської ради є Рудніченко Марія Олексіївна.

### 20 сторіччя
7 (20) листопада 1917 року, відповідно до Третього Універсалу Української Центральної Ради, увійшло до складу Української Народної Республіки.

### 21 сторіччя
8 листопада 2014 року відбулося урочисте поховання останків 18-ти солдатів окупаційної Червоної армії, котрі загинули 1943 року в боях за Київ. Їхні останки виявили пошуковики ВГО «Союз» Народна Пам'ять" під час експедиції «Архіпелаг». Розшуковували висотку, яку в 1943-му займали німецькі війська — по інформації з архівів, бойових донесень та журналів бойових дій пошуковики зробили висновок, що сили Червоної армії намагалися оволодіти висоткою протягом півтора місяців. За більш ніж 5 місяців пошуків зуміли знайти останки 18-ти радянських і чотирьох німецьких військовиків, особу одного червоноармійця вдалося встановити. Також було знайдено медаль «За бойові заслуги».
До 12 червня 2020 року у складі Горностайпільській сільської ради, котрій були також підпорядковані населені пункти Губин і Лапутьки.
12 червня 2020 року, відповідно до розпорядження Кабінету Міністрів України № 715-р «Про визначення адміністративних центрів та затвердження територій територіальних громад Київської області», увійшло до складу Іванківської селищної територіальної громади.
19 липня 2020 року, в результаті адміністративно-територіальної реформи та ліквідації Іванківського району, село увійшло до складу новоутвореного Вишгородського району.
З лютого по квітень 2022 року село було окуповане російськими військами.

## Населення
Згідно з переписом УРСР 1989 року чисельність наявного населення села становила 1261 особа, з яких 533 чоловіки та 728 жінок.
За переписом населення України 2001 року в селі мешкала 1061 особа.

### Мова
Розподіл населення за рідною мовою за даними перепису 2001 року:
| Мова       | Відсоток |
| ---------- | -------- |
| українська | 96,03 %  |
| російська  | 3,39 %   |
| білоруська | 0,10 %   |
| вірменська | 0,10 %   |
| польська   | 0,10 %   |
| інші       | 0,28 %   |